# John Howard Raymond
John Howard Raymond (Manhattan, 7 marzo 1814 – Poughkeepsie, 14 agosto 1878) è stato un educatore statunitense.

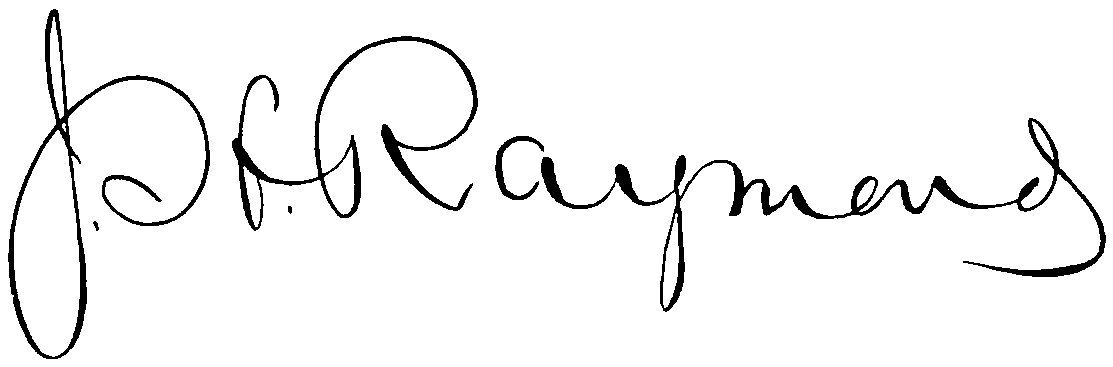
Firma

Fu il primo presidente del Politecnico dell'Università di New York e, come presidente e professore, prestò anche la sua mano all'organizzazione del Vassar College nei suoi primi anni.

## Biografia
Era nato il 7 marzo 1814 a Manhattan, New York City.
Era uno studente della Columbia University, nella quale entrò all'età di 14 anni. Quando era studente alla Columbia, fu al primo posto per qualche tempo, ma alla fine le sue performance divennero tali da essere espulso. Alla fine si laureò all'Union College nel 1832. Subito dopo entrò nel corso di legge a New Haven. Le sue inclinazioni religiose lo portarono ad abbandonare questa ricerca, e nel 1834 entrò nel seminario teologico di Hamilton, New York, con l'intenzione di prepararsi per il ministero battista. I suoi progressi nello studio dell'ebraico furono così marcati che prima della sua laurea fu nominato tutore in questa lingua.
Nel 1839 fu elevato alla cattedra di retorica e letteratura inglese nel seminario, che nel 1846 cambiò il suo nome in Madison University, e in seguito (1890) prese il nome di Colgate University. Durante i suoi dieci anni come professore lì, ha goduto di una reputazione in costante crescita come insegnante e oratore. Nel 1850 accettò la cattedra di belles-lettres nella appena fondata Università di Rochester.
Nel 1856 fu selezionato per organizzare il Collegiate and Polytechnic Institute di Brooklyn e conseguì il compito con grande successo. Entrò nel primo consiglio di amministrazione del Vassar College di Poughkeepsie, a New York, nel 1861, e fu in ballo nella presidenza nel 1865 per applicare nuovamente le sue capacità organizzative. Al Vassar College fu anche professore di Filosofia mentale e morale. I suoi vari doni e risultati hanno trovato la possibilità per il loro più alto esercizio in questi ruoli. Aveva accettato la presidenza al Vassar nonostante le sue recenti dimissioni dalla presidenza del Politecnico a causa di problemi di salute.
Morì il 14 agosto 1878 a Poughkeepsie, New York.

## Eredità
Sebbene fosse un abile ed eloquente predicatore, che esercitava regolarmente il ruolo di cappellano del collegio, non fu mai ordinato. I suoi lavori pubblicati erano limitati a opuscoli e sermoni. Ha ricevuto la laurea ad honorem di LL. D. His Life and Letters che fu pubblicata a New York nel 1880.

## Famiglia
Suo nipote Rossiter Worthington Raymond era un noto ingegnere minerario e scrittore.

## Opere
Life and Letters of John Howard Raymond, New York, Fords, Howard, & Hulbert, 1880.